# Capitular
Un capitular (en llatí: capitularium) era un precepte legislatiu o administratiu establert pels sobirans merovingis, i després pels sobirans carolingis, i llurs assemblees legislatives que tenien vigor en tot l'Imperi Carolingi. Reberen aquest nom perquè estaven dividits en seccions anomenades capitula (capítols). Alguns capitulars tenien un caràcter addicional als dels codis legals vigents a les terres conquerides, com són per exemple els capitulars establerts per l'emperador Carlemany a la Marca Hispànica en favor dels visigots hispànics.